# 瓦科特灣
78°14′S 163°37′E / 78.233°S 163.617°E
瓦科特灣（英語：Walcott Bay）是南極洲的海灣，位於維多利亞地沿岸，處於瓦科特冰川和希爾德島之間，該海灣取名自瓦科特冰川，現時由南極條約體系管理。